# Claude E. Shannon
Claude Elwood Shannon (ur. 30 kwietnia 1916 w Gaylord w Michigan, zm. 24 lutego 2001 w Medford w Massachusetts) – amerykański matematyk i inżynier, profesor Massachusetts Institute of Technology (MIT). Laureat Nagrody Kioto w dziedzinie nauk podstawowych (1985).
Shannon to jeden z twórców teorii informacji. Jako jeden z pierwszych pojął ważność kodu binarnego i już jako młody człowiek twierdził, że ciągami zer i jedynek da się opisać tekst, obraz i dźwięk.

## Życie i twórczość
Stworzył modele procesu komunikacyjnego wykorzystywane później przez psychologów. Jego najsłynniejsze dzieło to Matematyczna teoria komunikacji opublikowana w 1948 roku, która położyła podwaliny pod teorię informacji i kodowania. Braki wspomnianej teorii, czyli niemożliwość wytłumaczenia wartości (cenności) informacji próbowali później uzupełnić inni autorzy.
Informacja matematyczna Shannona – matematyczna teoria komunikacji narodziła się z telegrafu i kryptografii. Przyczyną powstania był problem z wyjaśnieniem procesu tworzenia zakodowanych wiadomości podczas II wojny światowej. Model, który stworzył Shannon polegał na rozłożeniu komunikacji jako procesu fizycznego łączącego się z teorią informacji. Informacja w tym przypadku była zyskiem, która dała się mierzyć pod kątem prawdopodobieństwa zajścia pewnego wydarzenia. Im wydarzenie było bardziej przewidywalne tym mniej zawierało informacji: przykładem jest komunikat „zapowiedź, że w sierpniu nie będzie sypał śnieg”. Model Shannona stał się niezbędny do rozwoju informatyki, fizyki dźwięku, biologii oraz nauki o automatach.

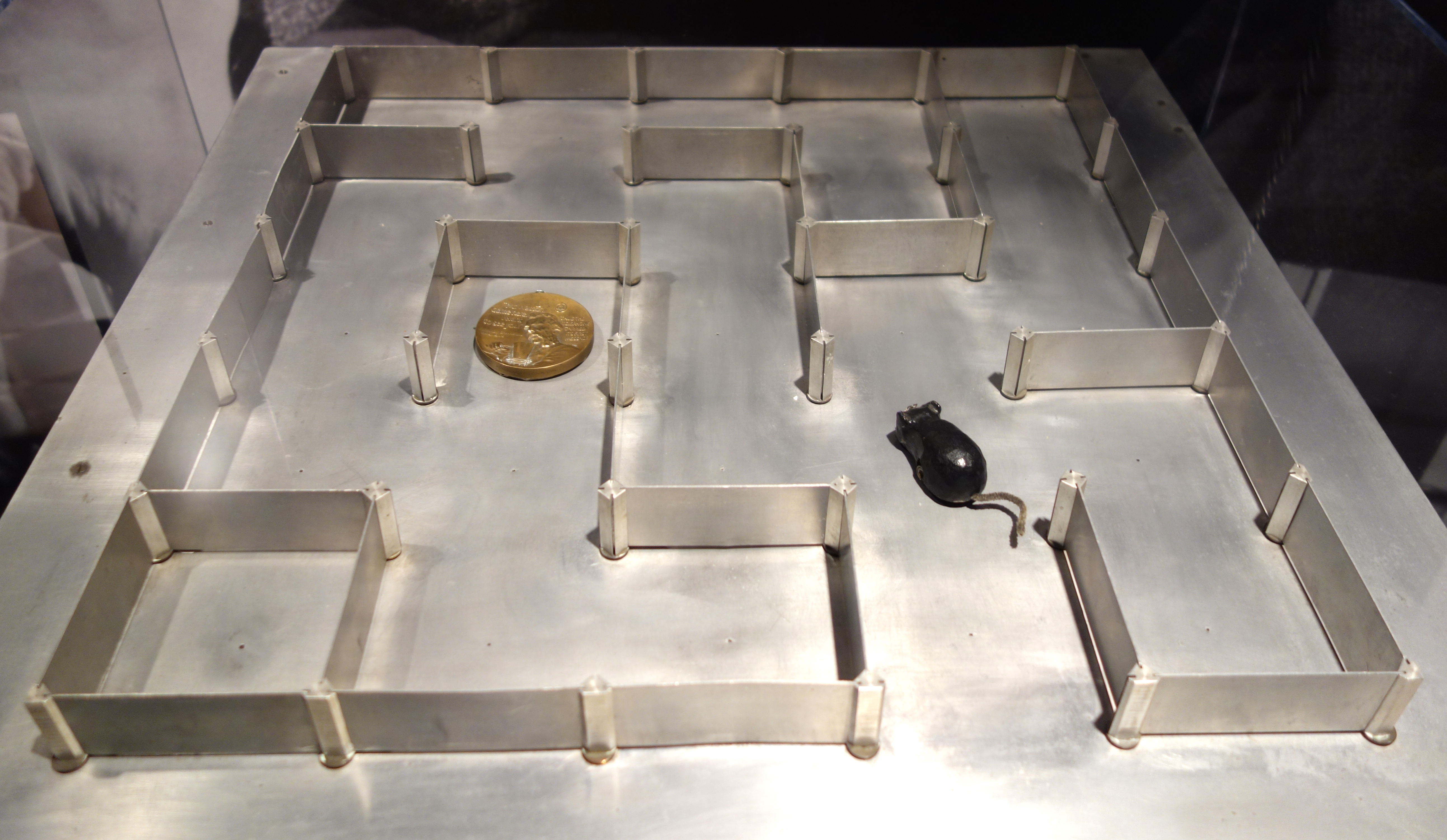
„Mysz” Claude’a Shannona – 1952

Shannon zafascynowany był maszynami liczącymi i urządzeniami, określanymi obecnie mianem gadżetów – zaprojektował np. pianino odtwarzające w kolejności losowej zaprogramowane uprzednio utwory muzyczne, czy samouczącą się „mysz” (znajdowała drogę przez labirynt do wyznaczonego celu). Projektował maszyny grające w gry, m.in. Wieże Hanoi, Baguenaudier, Nim, Hex. Pracował także nad sztuczną inteligencją, rozwijając koncepcje maszyn Turinga, czego efektem było m.in. stworzenie w 1956 r. komputera szachowego MANIAC I. Zafascynowany algebrą Boole’a starał się znaleźć jej zastosowanie w programowaniu przełączników obwodów elektrycznych. W swojej pracy magisterskiej, napisanej w 1938 r., sformułował pomysł zastosowania bramek logicznych realizujących operacje zgodnie z algebrą Boole’a z zastosowaniem przekaźników. Zastosowanie systemu dwójkowego pozwoliło na znaczące zoptymalizowanie budowy komputerów w okresie powojennym.
W roku 1948, zajmując się zagadnieniem przepustowości linii telefonicznych, Shannon opracował wiele ważnych do dziś formuł matematycznych, które stanowią podstawę nowoczesnej teorii informacji. Jego twierdzenia nabrały szczególnego znaczenia praktycznego po wynalezieniu układów scalonych. Jego teorie dały podstawy do współczesnej ekspansji komputerów i Internetu.
„Rewolucja cyfrowa zaczęła się od niego” powiedział na wieść o jego śmierci amerykański informatyk Neil Sloane, wydawca i redaktor dzieł zebranych Shannona. „Był to jeden z największych umysłów minionego stulecia” – dodał – „bez niego nie istniałyby dziś najważniejsze zdobycze naszej cywilizacji”.
Shannon urodził się w stanie Michigan i na University of Michigan uzyskał dyplomy w dziedzinie matematyki i inżynierii elektrycznej. Doktorat obronił w Massachusetts Institute of Technology (MIT) w roku 1940. Od roku 1958 był tam profesorem. W latach 1936–1940 pracował w MIT, gdzie współpracował przy budowie mechanicznego analizatora różnicowego opracowanego przez Vannevera Busha. W latach 1941–1972 pracował również w słynnych Laboratoriach Bella. Na emeryturę przeszedł w roku 1978.
Claude Shannon znany był z tego, że uprawianie nauki było dla niego nie tylko poważnym zajęciem, ale również radością i zabawą. Dla czystej zabawy na przykład skonstruował maszynę o nazwie THROBAC-I, która liczyła, wykorzystując rzymski zapis liczb.
Shannon opracował zasady działania wyspecjalizowanego komputera do gry w szachy na blisko pół wieku przed głośnym meczem Garriego Kasparowa z komputerem Deep Blue. Był także głównym twórcą wskaźnika Shannona-Wienera, który jest stosowany głównie w ekologii, do określania bogactwa gatunkowego różnych siedlisk itp.
Był członkiem zagranicznym Królewskiej Holenderskiej Akademii Sztuk i Nauk. 

## Upamiętnienie
W 2018 roku Jimmy Soni oraz Rob Goodman napisali książkę o Shannonie „A Mind at Play: How Claude Shannon Invented the Information Age”. W tym samym roku powstał także film dokumentalny o nim pt. „The Bit Player”.